# Glass Duo
Glass Duo – założony w 1998 roku przez Annę i Arkadiusza Szafrańców duet grający na szklanej harfie. Prawdopodobnie jedyny tego typu profesjonalny zespół w Polsce. Odwołując się do XVIII-wiecznej tradycji związanej z grą na anielskich organach wskrzesza zapomnianą tradycję koncertowania na instrumencie zbudowanym ze szklanych kieliszków.

## Twórczość
Muzycy Glass Duo, poza licznymi recitalami, mają na swym koncie występy z towarzyszeniem zespołów (Rubinsnstein Quartet, Hanseatica Quartet), czy orkiestr (orkiestra Filharmonii Narodowej w Warszawie, Orkiestra Symfoniczna Polskiej Filharmonii Bałtyckiej w Gdańsku, Orkiestra Symfoniczna Filharmonii Szczecińskiej, Państwowa Orkiestra Symfoniczna Filharmonii Białostockiej, Orkiestra Zbigniewa Górnego w Poznaniu, Orkiestra Kameralna "Capella Bydgostiensis" w Bydgoszczy, Orkiestra Symfoniczna Filharmonii Zabrzańskiej, Orkiestra Filharmonii Zielonogórskiej, Orkiestra Symfoniczna Filharmonii Świętokrzyskiej w Kielcach, Orkiestra Filharmonii Koszalińskiej, Orkiestra Filharmonii Sudeckiej w Wałbrzychu, Płocka Orkiestra Symfoniczna, Orkiestra Filharmonii "Sinfonia Baltica" w Słupsku, Elbląska Orkiestra Kameralna, Inowrocławska Orkiestra Symfoniczna „Pro Arte”, Orkiestra Filharmonii Kameralnej im. Witolda Lutosławskiego w Łomży, Orkiestra Filharmonii Opolskiej, Toruńska Orkiestra Symfoniczna, Orkiestra Kameralna Miasta Kłajpedy z Litwy).
Glass Duo współpracuje z kompozytorami (Zbigniew Preisner, Mieczysław Litwiński, Garry Eister, Zbigniew Pniewski, Piotr Salaber, Anna Pęcherzewska, Aleksander Przeradowski, Daniele Furlati czy Jean Chatillon), jak i formami awangardowymi np. Teatrem Tworzenia. 
Muzyka Glass Duo wykorzystywana jest w spektaklach granych na deskach m.in. Teatru Ateneum  w Warszawie, Teatru im. Stefana Jaracza w Łodzi, czy Teatru Nowego w Słupsku.
Ze swym projektem opracowanym na szklaną harfę, flet, obój, altówkę i wiolonczelę Glass Duo brał udział w organizowanych zarówno w Polsce jak i na całym świecie obchodach Roku Chopinowskiego (koncerty w Polsce, Austrii, na Słowacji, w Bułgarii, Stanach Zjednoczonych).
Udział w festiwalach:
- Singapore Festival of Arts - Singapur
- altstadtherbst kulturfestival duesseldorf - Niemcy
- Internationaal Festival van Vlaanderen Gent - Belgia
- International Music Festival, Mood Indigo - Bombai, Indie
- Warszawska Jesień - Warszawa
- Polish Harmonies Chopin & Beyond - Austin, USA
- Klaipeda Music Spring - Litwa
- International Festival Round About Chopin - Wiedeń, Austria
- festival di Santo Stefano - Bolonia, Włochy
- La Folle Journee - Warszawia
- International Easter Music Festival "RESUREXIT" - Szawle, Litwa
- Automne Musical de Marchienne - Belgia
- International Classical Music Festival of Mažeikiai - Litwia
- Międzynarodowym Festiwalu Bachowskim "БАХОСЛУЖЕНИЕ" - Kaliningrad, Rosja
- Dniach Muzyki Karola Szymanowskiego - Zakopane
- Musik i Glasriket - Szwecja
- Festiwalu Chopiniana - Warszawa
- Festiwalu Mozartiana - Gdańsk

i wiele innych
Muzycy GLASS DUO mają na swym koncie również współpracę z Instytutami Polskimi, oraz innymi placówkami dyplomatycznymi, na których zaproszenie odwiedzili m.in. Sofię, Warnę, Pleven, Bukareszt, Hunedoarę, Charków, Wiedeń, Düsseldorf, Brukselę czy Bombaj.

## Dyskografia
- CD solowe:
  - "Glass Duo", (2001)
  - "a Drop in The Glass", (2007)
  - "„Glassified”, (2015)

- CD z towarzyszeniem kwartetu w składzie flet, obój, altówka i wiolonczela:
  - "choPINcode", (2010)

- Nagrania muzyki do spektakli teatralnych:
  - A. Mickiewicz "Dziady" (muzyka Monika Zytke, Teatr Nowy, Słupsk, 2007)
  - W. Gombrowicz "Ślub" (opracowania własne, Teatr im Stefana Jaracza w Łodzi, 2007)
  - M. Sałtykow-Szczedrin "Judaszek", na podstawie powieści "Państwo Gołowlewowie" (muzyka Piotr Salaber, Teatr Ateneum, Warszawa, 2010)

- CD z Teatrem Tworzenia
  - Katharsis (A Small Victory) (2017)

## Publikacje własne
- Ruch Muzyczny NR 11 (2006), "Na szkle grane"
- Twoja Muza NR 5 (2006), "Szklane dźwięki". twojamuza.pl. [zarchiwizowane z tego adresu (2016-12-01)].

## Nagrania video
- J.S. Bach, Toccata i Fuga d-moll
- W.A. Mozart "Adagio i Rondo" KV 617 na szklaną harmonikę, flet, obój, altówkę I wiolonczelę

## Referencje
- Dni Muzyki Karola Szymanowskiego w Zakopanem, MACIEJ PINKWART, Ruch Muzyczny, ROK LI • NR 17 • 19 SIERPNIA 2007
- Wokół Chopina, PODSUMOWANIE ROKU 2010 W MUZYCE, Jacek Marczyński, CULTURE.PL
- CHOPIN NA SZKLE GRANY, Komitet Obchodów Roku Chopinowskiego 2010